# Benedict Prill
Benedict Prill (* 21. März 1721 in Wien; † 9. Mai 1759 in Klosterneuburg) war Priester im Augustiner-Chorherren Stift Klosterneuburg, forschte und erfasste die Kunstschätze des Klosters.

## Leben
Benedict Prill wurde in Wien geboren, trat am 11. September 1742 in das Augustiner-Chorherrn Stift Klosterneuburg ein, legte am 15. September 1743 die Profess ab und wurde am 2. Oktober 1747 zum Priester geweiht.
Neben seiner Tätigkeit als Seelsorger beschäftigte sich Prill mit dem historischen künstlerischen Erbe des Klosters in der Zeit der großen Veränderung und der barocken Umgestaltung. Viele seiner grafischen Arbeiten bieten heute noch die Grundlage für die Forschung.
Er ist im südlichen Flügel des Kreuzganges unter dem Relief Christus am Ölberg begraben. Ein kleines Epitaph mit der Inschrift B.P.C.R.C.P 1759 erinnert an ihn.

## Werk
Seine Zeichnungen aus dem Jahr 1746 von der 1799 abgetragenen Capella Speciosa sind heute noch die wichtigste Basis der neuzeitlichen Rekonstruktion.
Aber er erfasste auch kleine Kunstschätze wie zum Beispiel den Schatzfund römischer Silbermünzen beim ehemaligen Briefturm, die dem antiken Kastell Klosterneuburg zugeordnet werden konnten.
Besonders ausgezeichnet hat er sich durch die vollständige Erfassung der damals noch in situ vorhandenen Glasgemälde des Kreuzganges im Jahr 1749 in der Handschrift: „Fenestrae XVI mirae antiquitatis gothicae superstites in ambitu canoniae Claustro-Neoburgensis“ die er mit aquarellierten Zeichnungen ergänzte.
Seine Aufzeichnungen sind auch heute noch die Basis für die Forschungen der so berühmten Glasgemälde die in der Zeit um 1330 unter Stephan von Sierndorf (Propst von 1317 bis 1335 in Klosterneuburg) auf Basis des Verduner Altars entstanden sind.

Zeichnungen von Benedict Prill
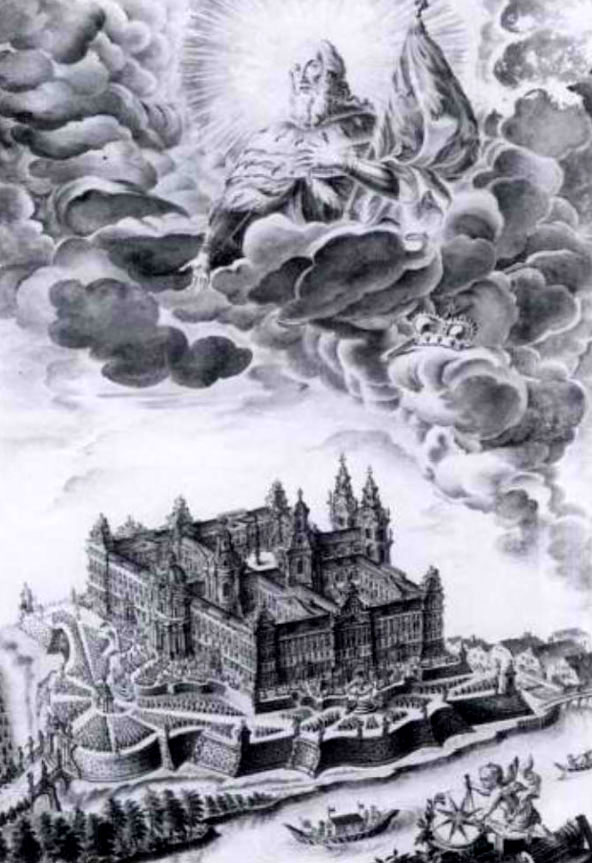
Geplanter Ausbau Stift Klosterneuburg mit Heiligem Leopold
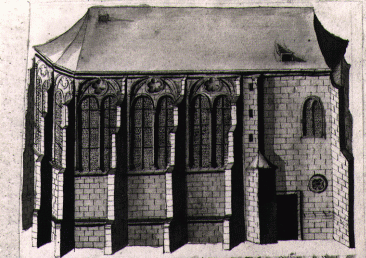
Capella Speciosa – Außenansicht
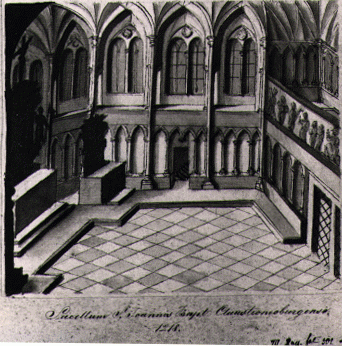
Capella Speciosa – Innenansicht
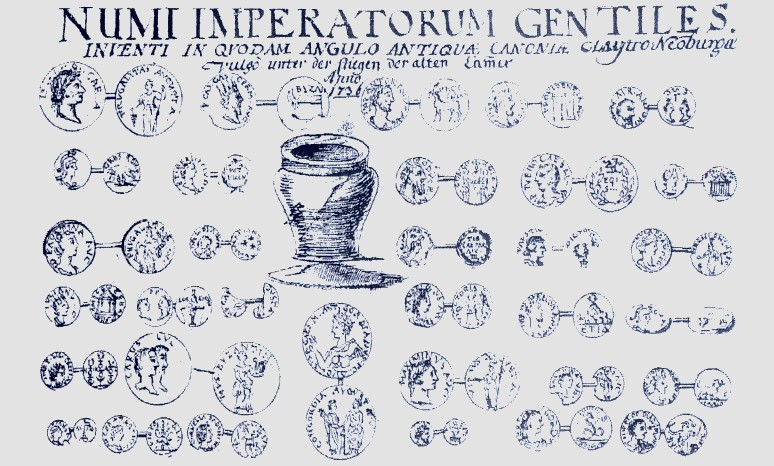
Klosterneuburger Münzschatz
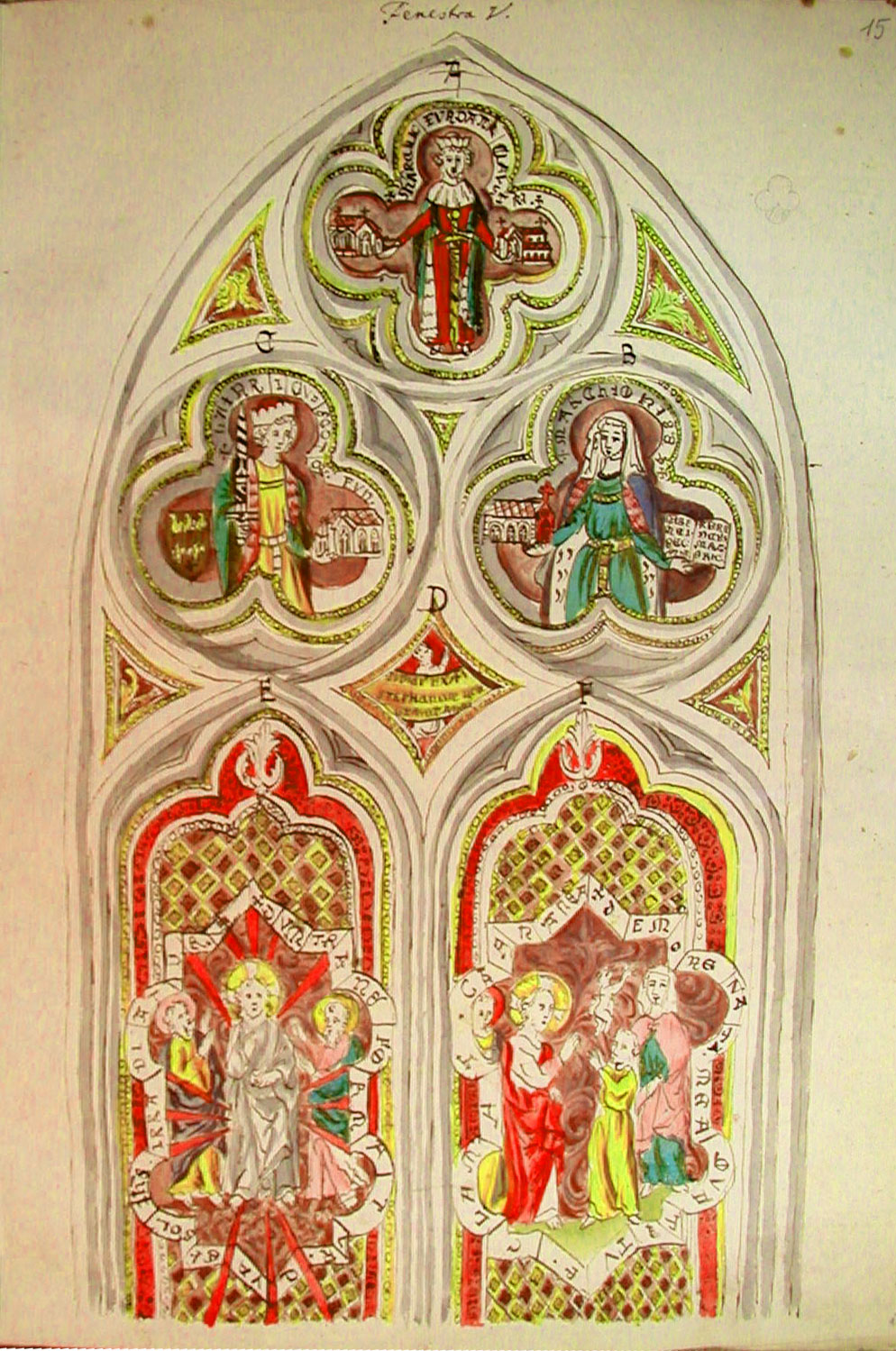
Fenster VI im Kreuzgang Stift Klosterneuburg